# Upplands runinskrifter 246
Upplands runinskrifter 246 är ett vikingatida runstensfragment av granit i Mällösa, Vallentuna socken och Vallentuna kommun. Runstensfragmentet är 0,7 gånger 0,4 meter stort. Runhöjden är 5 centimeter. Runstensfragmentet sitter insatt i en källarmur.

## Inskriften
Translitterering av runraden:
-ia · -n · eftiʀ · h(l)...
Normalisering till runsvenska:
... ... æftiʀ ...
Översättning till nusvenska:
... efter ...